# Diesel and Dust

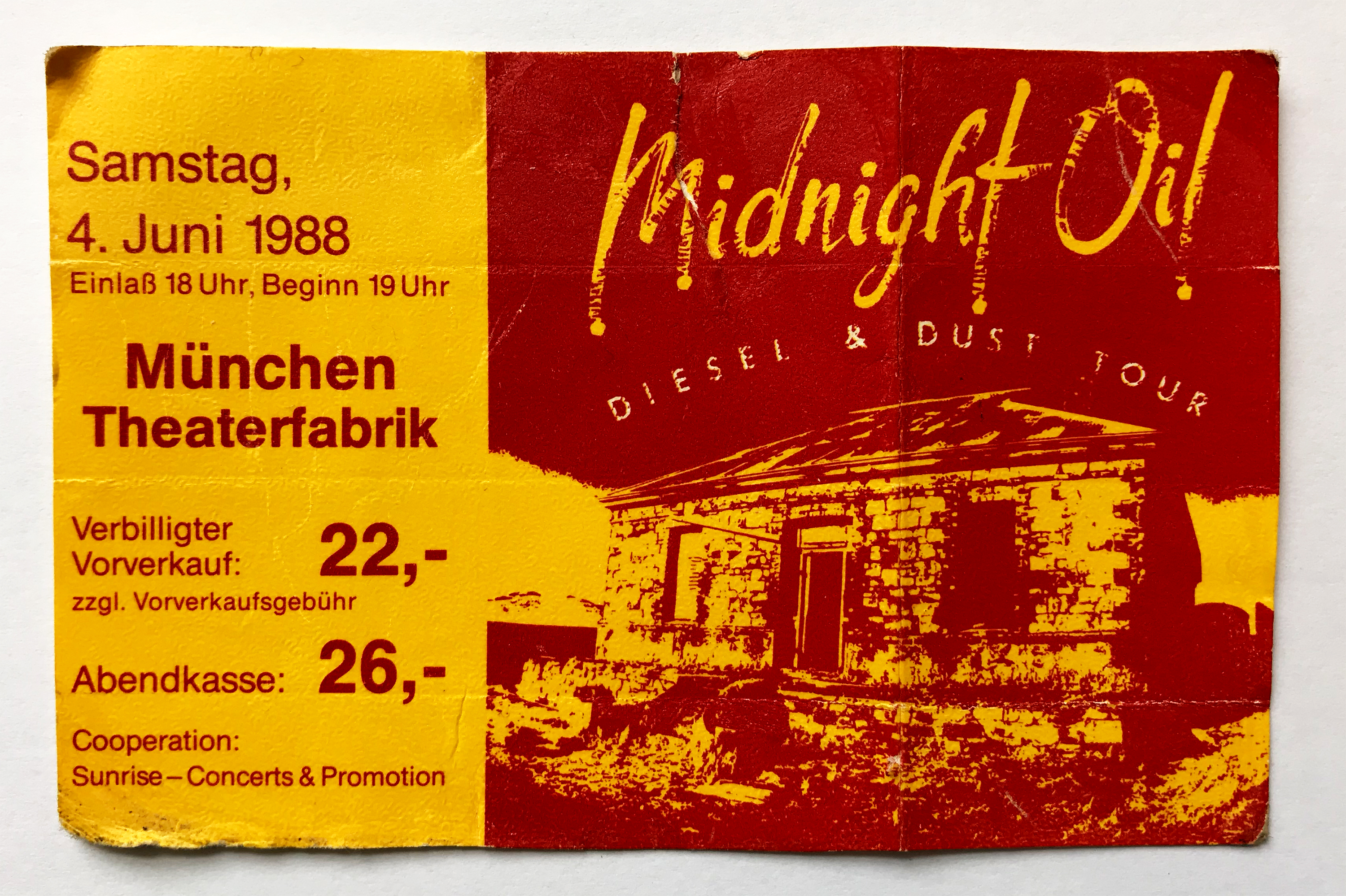
Tiquet d'un concert del "Diesel & Dust Tour" (1988).

Diesel and Dust és un àlbum de la banda australiana Midnight Oil que va ser publicat el 1987 pel segell CBS. Aquest àlbum conceptual recolza la lluita dels aborígens australians per la recuperació dels seus drets sobre la terra del continent australià i també defensa diverses causes mediambientals, tots dos temes que tocaven molt de prop als integrants de la banda. S'edita a continuació de la gira Black Fella White Fella, realitzada amb la Warumpi Band el 1985 a través de comunitats indígenes australianes remotes. Es diu que el ritme de la cançó Beds are Burning està inspirat en el soroll que feien les rodes dels seus cotxes en les pistes de fang existents a les regions per les quals van passar durant aquesta gira.
La cançó "Gunbarrel Highway" no es va incloure en la versió nord-americana de l'àlbum, sembla que perquè una de les seves estrofes, "shit falls like rain on a land that is brown" ("la merda sembla pluja si cau sobre terra marró"), va ser considerada massa forta per a l'oïdor mitjà nord-americà.
El 1989 la revista Rolling Stone el va col·locar en tretzena (13ª) posició de la seva llista dels 100 millors àlbums dels anys 80.

## Llista de cançons
1. "Beds are Burning" (Rob Hirst, James Moginie, Peter Garrett) – 	4:14
2. "Put Down That Weapon" (Moginie, Hirst, Garrett) – 4:38
3. "Dreamworld" (Moginie, Garrett, Hirst) – 3:36
4. "Arctic World" (Moginie, Garrett) – 4:21
5. "Warakurna" (Moginie) – 4:38
6. "The Dead Heart" (Hirst, Moginie, Garrett) – 5:10
7. "Whoah" (Moginie, Garrett) – 3:50
8. "Bullroarer" (Hirst, Moginie, Garrett) – 4:59
9. "Sell My Soul" (Moginie, Garrett) – 3:35
10. "Sometimes" (Moginie, Garrett, Hirst) – 3:53
11. "Gunbarrel Highway" (Midnight Oil) - 3:38

## Crèdits
- Martin Rotsey - guitarres
- Peter Gifford - baix, veus
- Robert Hirst - bateria, veus
- Jim Moginie - guitarra, teclats
- Peter Garrett - veus

## Llistes d'èxits
| Any  | Chart                                     | Posició peak |
| ---- | ----------------------------------------- | ------------ |
| 1987 | Australian Kent Music Report Albums Chart | 1            |